# 33605 McCue
33605 McCue este o planetă minoră (asteroid) din centura de asteroizi. A fost descoperită pe 10 mai 1999 la Experimental Test Site⁠(d) de Lincoln Near-Earth Asteroid Research. 
Obiectul prezintă o orbită caracterizată de o semiaxă mare de 2,3556109 UAi, o excentricitate de 0,08, o înclinație de 6,24446 ° în raport cu ecliptica.